# サモ王国
サモ王国（サモおうこく、ラテン語: regnum Samonem）もしくはサモ帝国（サモていこく、英語: Samo's Empire）は、史学上631年から658年にかけてサモを指導者として存在した部族連合国家を指す。チェコ人、ソルブ人、ドナウ川流域（現ニーダーエスターライヒ）の西スラヴ人を包含しており、最初のスラヴ人の国家とされている。

## 名称
偽フレデガリウス年代記では、「サモの王国」（ラテン語:regnum Samonem）という表現が使われている。一方17世紀のラテン語文献では「サモのスラヴ王国」（ラテン語:Samonem Sclauorum Regem）という表現がみられるようになる。

## 領域
サモ王国は、モラヴィア、ニトラヴィア（西スロヴァキア）、シレジア、ボヘミア、ルーサティアにまたがっており、その中心地は南モラヴィア、ニーダーエスターライヒ、ニトラヴィアといった地域のどこかに置かれていたと考えられている。
領域がカランタニアのアルプス・スラヴ人も包含していたとする説もあるが、歴史家J. B. ベリーによると、これの根拠となる資料は『バイエルン人とカランタニア人の改宗』のみである。
スロヴァキアの歴史家リヒャルト・マルシナは、サモ王国の中心地は現在のスロヴァキア領域内のどこかにあったと主張している。後の大モラヴィアとサモ王国の住民を民族的に結び付ける学説も多い。

## サモの王国
パンノニアに住み着いたアヴァール人は、560年代に先住民のスラヴ人（ヴェンド人）を支配下に置いた。ヴェンド人は度々アヴァール人に対し反乱を試みており、サモは彼らに武器を提供するフランク人商人だったとされる。偽フレデガリウス年代記によればサモがヴェンド人の土地に赴いたのは623年ごろのことであるが、この年代には疑問が残る。ヴェンド人の反乱が起きたのは、626年にアヴァール人がコンスタンティノープル包囲戦に敗れた後だからである。どちらにせよヴェンド人の反乱の中でサモは彼らの指導者となってアヴァール人を破り、王（rex）に選出された。サモは有力なヴェンド人の家系と婚姻関係を結ぶことで、自らの地位を強固なものとした。彼は少なくとも12人の女性と結婚し、22人の息子と15人の娘がいた。
630年から631年にかけて、ヴェンド人の公ヴァルク(Wallucus dux Winedorum)という人物が史料上に登場する。彼は後にカランタニア辺境領を形成するスラヴ人の集団の人物であるともいわれている。彼はサモを打倒するため、南西のランゴバルド人に自らの領地の通過を許可した。ランゴバルド人はフランク王ダゴベルト1世と対サモ同盟を結んでいた。これが史実であれば、ヴァルクの領土はサモ王国の支配外にあったことになる。
631/2年、フランク王ダゴベルト1世はアウストラシア軍を中心とするフランク軍を率いて東方遠征をおこなった。サモはヴォガスティスブルクの戦いでフランク軍に大勝し、逆に数回にわたりフランク王国のテューリンギアに侵攻、略奪した。この後、それまでフランク人に服属していたソルブ人の公デルヴァン(dux gente Surbiorum que ex genere Sclavinorum)がサモ率いる部族連合のもとに参じた。ソルブ人はザーレ川の東に住んでおり、デルヴァンは積極的にフランク王国に侵攻して、631年から634年にかけてテューリンギアを荒らしたが、636年にテューリンギア公ラドゥルフに敗れた。
641年、ラドゥルフはシギベルト3世に対し反乱を起こして王を名乗り、サモと同盟を結んだ。このような政治的影響力のほか、サモは巨大な貿易網も支配していた。サモの死後、その地位は彼の息子たちに受け継がれなかった。彼の権威のもとに参集したことで、ヴェンド人は確固とした集団となった。

## サモ死後
サモの死は658/9年と言われているが定かではない。考古学的な調査によれば、彼の領域、少なくとも現在のスロヴァキアまでの南半分はアヴァール人の支配下に戻った。ただし、アヴァール・カガン国の北半分は純粋なスラヴ人の土地となった。8世紀後半、ここのスラヴ人はアヴァール人の圧迫を受けたが、フランク王カール1世が799年と802年にアヴァール人を破り、その後アヴァール人は歴史上から消滅した。
大モラヴィアは、サモ王国の後継国家とみなされることがあるが、両者の関係性は立証されていない。この「国家」は、最初のスラヴ人の国家と呼ばれている。

### 一次史料
- 偽フレデガリウス年代記 (7世紀)

### 二次史料
- Curta, Florin (2001). The Making of the Slavs: History and Archaeology of the Lower Danube Region, c. 500–700. Cambridge: Cambridge University Press
- Marsina, Richard (1997). “Ethnogenesis of Slovaks”. Human Affairs (Bratislava, SLO: Slovak Academy of Sciences, Department of Social & Biological Communication) 7 (1):  15–23 2013年8月31日閲覧。.